# Mùi ngò gai
Mùi ngò gai là một bộ phim truyền hình được thực hiện bởi Hãng phim Gia đình Việt cùng CJ E&M do Kim Hyo-joong, Han Chul-soo, Chu Thiện và Trần Hữu Phúc làm đạo diễn. Phim phát sóng vào lúc 18h00 từ Chủ Nhật đến thứ 3 hàng tuần bắt đầu từ ngày 3 tháng 12 năm 2006 trên kênh HTV9.
Bộ phim gồm hai phần phát sóng liên tiếp và phần phim thứ ba phát sóng vào năm 2008, với tổng số tập là 106.

## Nội dung
Mùi ngò gai xoay quanh cuộc đời của Vy, cô bé mồ côi mẹ ngay từ khi mới sinh ra. Được một gia đình nhận nuôi nhưng vì phải sống trong sự ngược đãi của cha nuôi, Vy quyết tâm lên thành phố để đi tìm cha ruột của mình – người đã sớm bỏ rơi cô. Tại đây, cô được nhận vào làm tại một quán phở và được tạo điều kiện để theo học cấp 3; cũng sau khi cha mẹ nuôi của Vy chuyển lên thành phố, cô dần biết về thân thế cũng như danh tính người cha ruột của mình...

## Diễn viên
| Vai diễn           | Phần 1                         | Phần 2          | Phần 3          |
| Vai diễn           | 2006                           | 2007            | 2008            |
| ------------------ | ------------------------------ | --------------- | --------------- |
| Vy                 | Angela Phương Trinh/Ngọc Trinh | NSƯT Ngọc Trinh | Hồng Ánh        |
| Hoàng              | Duy Linh/NSƯT Thành Lộc        | NSƯT Thành Lộc  | NSƯT Thành Lộc  |
| Bà Thanh           | NSND Kim Xuân                  | NSND Kim Xuân   | NSND Kim Xuân   |
| Ông Mạnh           | NSND Việt Anh                  | NSND Việt Anh   | NSND Việt Anh   |
| Ông Cường          | Minh Hoàng                     | Minh Hoàng      | Minh Hoàng      |
| Hùng               | Tùng Sơn/Tấn Beo               | -               | -               |
| Hiền               | Thu Ngân/ NSƯT Mỹ Duyên        | NSƯT Mỹ Duyên   | NSƯT Mỹ Duyên   |
| Thủy               | Phương Trang/Lý Thanh Thảo     | Lý Thanh Thảo   | Lý Thanh Thảo   |
| Khanh              | Quí Tín/Hòa Hiệp               | Hoà Hiệp        | Hoà Hiệp        |
| Phương             | Yeye Nhật Hạ/Kim Hiền          | Kim Hiền        | Kim Hiền        |
| Bảo                | Duy Phước/Đình Toàn            | Đình Toàn       | Đình Toàn       |
| Bà Thảo            | NSƯT Mỹ Uyên                   | -               | -               |
| Sanaly             | Lê Khánh                       | Lê Khánh        | Lê Khánh        |
| Thiện              | -                              | Lương Thế Thành | Lương Thế Thành |
| Bà Thư             | Bảo Châu                       | Bảo Châu        | Bảo Châu        |
| Trường             | Quan Nhân/Cao Minh Đạt         | Cao Minh Đạt    | Cao Minh Đạt    |
| Hà                 | Tường Vy                       | -               | -               |
| Trang              | Quỳnh Anh                      | -               | -               |
| Mai                | Mai Mai                        | -               | -               |
| Mẹ Bảo             | Mỹ Dung                        | Mỹ Dung         | Mỹ Dung         |
| Oanh               | Hương Giang                    | Hương Giang     | Hương Giang     |
| Tùng               | Tiết Cương                     | Tiết Cương      | Tiết Cương      |
| Bà Phượng          | Thanh Thủy                     | -               | -               |
| Nương              | -                              | Ngọc Lan        | Ngọc Lan        |
| Bà Năm             | Uyên Trinh                     | -               | -               |
| Con trai bà Năm    | Mai Dũng                       | -               | -               |
| Luân               | -                              | Thanh Phương    | Thanh Phương    |
| Bà Cẩm Nguyên      | Thủy Cúc                       | -               | -               |
| Bà Lan             | Hoàng Trinh                    | -               | -               |
| Ông Sang           | Mai Thành                      | Mai Thành       | Mai Thành       |
| Hải                | Nguyễn Quốc Hùng               | -               | -               |
| Cô giáo tiểu học   | NSƯT Hạnh Thúy                 | -               | -               |
| Thân cận Ông Cường | Thiện Hùng                     | -               | -               |
| Mai                | -                              | Tăng Bảo Quyên  | -               |
| Bà nội Hoàng       | Thiên Kim                      | -               | -               |

Cùng một số diễn viên khác....

## Ca khúc trong phim
Bài hát trong phim là ca khúc "Dòng thời gian" do Đoàn Phi thể hiện. Đây là bản lời Việt từ ca khúc gốc năm 2005 của nhóm SG Wannabe "Saldaga" (tiếng Anh: "As We Live"), trích từ album cùng tên.

## Sản xuất
Bộ phim được hợp tác sản xuất bởi Hãng phim Gia đình Việt - Vifa cùng công ty CJ E&M, Hàn Quốc, sau lần hợp tác trước đó với TFS trong bộ phim Lẵng hoa tình yêu. Từ đầu năm 2002, chủ trì nhóm viết kịch bản của bộ phim – Kwon In-chan, đã sang bàn bạc ý tưởng với Phùng Thanh Diệu, chủ tịch hội đồng quản trị Hãng phim Vifa. Ông sau đó qua Việt Nam để phát triển kịch bản, sống cùng với người bản địa trong vòng 5 tháng để tìm hiểu phong tục tập quán tại đây. Trong số các biên kịch của phim cũng có Kim Mi-kyung tham gia vào viết kịch bản. Kịch bản phim sau đó đã được nhóm biên kịch với đại diện là Cẩm Phong chỉnh lý và biên tập lại nội dung. Đây được xem là bộ phim truyền hình dài tập đầu tiên khai thác sâu về đề tài ẩm thực truyền thống Việt Nam, cụ thể là món phở.
Tại thời điểm đi vào sản xuất, Mùi ngò gai được coi là bộ phim dài tập nhất từ trước đến nay (dài hơn 100 tập, chia làm ba phần), với kinh phí dự kiến 40 tỉ đồng. Bộ phim có sự tham gia của hai đạo diễn người Hàn Quốc là Kim Hyo-joong và Hai Chul-soo cùng hai đạo diễn người Việt Nam. Phim cũng giữ kỷ lục về phim truyền hình khi có hơn 50 diễn viên gạo cội của sân khấu miền Nam tham gia vào các vai diễn, trong đó Ngọc Trinh được chọn làm diễn viên chính trong suốt hai phần đầu của bộ phim, nhưng vì mắc phải bệnh về đường ruột nên đã tạm ngừng diễn xuất. Vai diễn này sau đó đã được Hồng Ánh đảm nhận trong phần 3. Đây cũng là vai diễn dài hơi đầu tiên trong sự nghiệp diễn xuất của Hòa Hiệp.
Quá trình quay phim chính của Mùi ngò gai đã bắt đầu từ ngày 12 tháng 12 năm 2005. Vì việc ghi hình bộ phim song song với viết kịch bản cho các tập tiếp theo nên diễn viên không được biết trước diễn biến mà chỉ hiểu khái quát cốt truyện phim. Bối cảnh những tập đầu của phim được đoàn phim thuê quay tại một căn nhà lá, dù vậy trong một cảnh phim đoàn phim đã đốt ngôi nhà này và sau đó xây lại như cũ. Bộ phim cũng đánh dấu cho sự ra đời của phim trường đầu tiên tại Việt Nam, với một phim trường nội rộng 4000 mét vuông và phim trường ngoại rộng 15000 mét vuông lần lượt tại Quận 2 và Quận 9 Thành phố Hồ Chí Minh, khánh thành vào ngày 18 tháng 8 năm 2006.

## Đón nhận
Tại thời điểm phát sóng, Mùi ngò gai đã gây tiếng vang lớn, nhanh chóng trở thành một "đề tài nóng" và đạt tỷ suất người xem cao trên sóng truyền hình (20%), điều khá hiếm so các bộ phim truyền hình cùng thời điểm, được cho là vì diễn xuất thực lực của dàn diễn viên, cảnh phim đẹp, tình tiết nhẹ nhàng, các chi tiết về văn hóa phong tục được chăm chút tỉ mỉ và đối thoại chân thực, hài hước. Những người trong nghề đánh giá sự hợp tác giữa hai hãng phim đã tạo ra "một đứa con lai đủ dinh dưỡng". Dù vậy, bộ phim vẫn bị cho là có nhiều điểm bất hợp lý trong nội dung và diễn xuất của một số diễn viên còn "kịch", "khô", "cứng", mâu thuẫn khi giao tiếp giữa hai nhân vật có ngôn ngữ khác nhau...
Một bài viết trên báo Thương hiệu và pháp luật đã liệt kê phim vào danh sách những bộ phim Việt hóa thành công nhất. Mùi ngò gai cũng được coi là bộ phim tuổi thơ đối với thế hệ các khán giả trẻ. Phim còn là chủ đề trong một tập của chương trình trò chuyện Vang bóng một thời phát sóng trên Đài Phát thanh - Truyền hình Vĩnh Long vào tháng 11 năm 2021. Vai diễn của Lê Khánh trong phim đã giúp đem về cho cô giải Nữ diễn viên phụ phim truyền hình được yêu thích nhất tại Giải thưởng truyền hình HTV.

## Tranh cãi
Sau khi phát sóng xong hai phần phim ở tập 72 vào ngày 18 tháng 5 năm 2007, bộ phim đã khiến nhiều người đặt ra nghi vấn về khó khăn trong kinh phí làm phim vì không tiếp tục sản xuất và phát sóng phần 3. Ông Võ Thanh Phong, giám đốc Hãng phim Vifa, đã giải thích lý do là vì sự không minh bạch trong vấn đề tài chính của đại diện cũ CJ E&M tại Việt Nam. Phần 3 của bộ phim sau đó đã được sản xuất và phát sóng trở lại vào ngày 24 tháng 8 năm 2008.
Cũng trong chương trình trò chuyện Happy Together của đài KBS2 phát sóng vào tháng 5 năm 2017, một thành viên trong đoàn phim, Kim Eui Sung, đã tiết lộ việc không được trả tiền thù lao khi tham gia vào bộ phim. Câu chuyện này sau đó gây phẫn nộ đối với khán giả Việt Nam, yêu cầu Hãng phim Vifa phải trả tiền thù lao cho ông, dù ngay sau khi bộ phim hoàn thành, công ty sớm đã giải tán. Một trong những diễn viên chính của bộ phim, Ngọc Trinh, đã lên tiếng cho biết Kim Eui-sung chỉ tham gia vào một số phân cảnh của phim và là đồng sản xuất với chồng cô Kim Se-huyk, nhưng cũng nhấn mạnh chưa rõ câu chuyện thực sự đằng sau là như thế nào.

## Giải thưởng
| Năm  | Giải thưởng   | Hạng mục                                              | (Người) đề cử   | Kết quả   | Tham khảo     |
| ---- | ------------- | ----------------------------------------------------- | --------------- | --------- | ------------- |
| 2007 | Giải Mai Vàng | Nam diễn viên truyền hình                             | Hòa Hiệp        | Đề cử     | [ 25 ]        |
| 2007 | Giải Mai Vàng | Nữ diễn viên truyền hình                              | Lê Khánh        | Đề cử     | [ 25 ]        |
| 2007 | HTV Awards    | Nữ diễn viên phụ phim truyền hình được yêu thích nhất | Lê Khánh        | Đoạt giải | [ 23 ] [ 26 ] |
| 2009 | HTV Awards    | Nữ diễn viên phụ phim truyền hình được yêu thích nhất | Lê Khánh        | Đoạt giải | [ 27 ]        |
| 2009 | HTV Awards    | Nam diễn viên chính được yêu thích nhất               | Lương Thế Thành | Đoạt giải | [ 27 ]        |